# Lagerstroemia
Genre
Classification phylogénétique
Lagerstroemia est un genre de plantes à fleurs de la famille des Lythraceae.
Il doit son nom à l'homme d'affaires suédois Magnus Lagerström (1691-1759).

## Morphologie
Il comprend des arbres ou des arbrisseaux originaires de l'Asie tropicale. Ils sont à rameaux tétragones, à feuilles opposées ou alternes au sommet, très entières, à fleurs pourpres ou blanches bibractéolées, paniculées. Ce genre comprend quarante espèces, dont vingt-sept sont indigènes au Viêt Nam. Ce sont souvent de grands arbres, à l'écorce lisse et tombant par plaques, dont le bois est utilisé pour sa ténacité et sa souplesse.

## Systématique
Le genre Lagerstroemia a été décrit  par le naturaliste suédois Carl von Linné en 1758, il l'a dédié à son compatriote Magnus Lagerström.

### Synonyme
Homotypique
- Tsjinkin Adans. 1763[1]
- Murtughas Kuntze, 1891[2]

### Taxinomie
Liste d'espèces
- Lagerstroemia ×amabilis Makino (Lagerstroemia indica × Lagerstroemia subcostata)
- Lagerstroemia angustifolia Pierre ex Laness.
- Lagerstroemia archeriana F.M.Bailey
- Lagerstroemia balansae Koehne
- Lagerstroemia calyculata Kurz
- Lagerstroemia caudata Chun & F.C.How ex S.K.Lee & L.F.Lau
- Lagerstroemia cristatata Furtado & Montien
- Lagerstroemia duperreana Pierre ex Gagnep.
- Lagerstroemia excelsa (Dode) Chun ex S.Lee & L.F.Lau
- Lagerstroemia fauriei Koehne
- Lagerstroemia floribunda Jack
- Lagerstroemia fordii Oliv. & Koehne
- Lagerstroemia glabra (Koehne) Koehne (syn. Lagerstroemia stenopetala Chun)
- Lagerstroemia guilinensis S.K.Lee & L.F.Lau
- Lagerstroemia hirsuta (Lam.) Willd.
- Lagerstroemia indica L. - Lilas des Indes
- Lagerstroemia intermedia Koehne
- Lagerstroemia limii Merr.
- Lagerstroemia loudonii Teijsm. & Binn.
- Lagerstroemia micrantha Merr.
- Lagerstroemia microcarpa Wight
- Lagerstroemia parviflora Roxb.
- Lagerstroemia piriformis Koehne
- Lagerstroemia siamica Gagnep.
- Lagerstroemia speciosa (L.) Pers. (syn. Lagerstroemia flos-reginae Retz. )
- Lagerstroemia subcostata Koehne
- Lagerstroemia subsessilifolia Koehne
- Lagerstroemia suprareticulata S.K.Lee & L.F.Lau
- Lagerstroemia tomentosa C.Presl
- Lagerstroemia venusta Wall. ex C.B.Clarke
- Lagerstroemia villosa Wall. ex Kurz

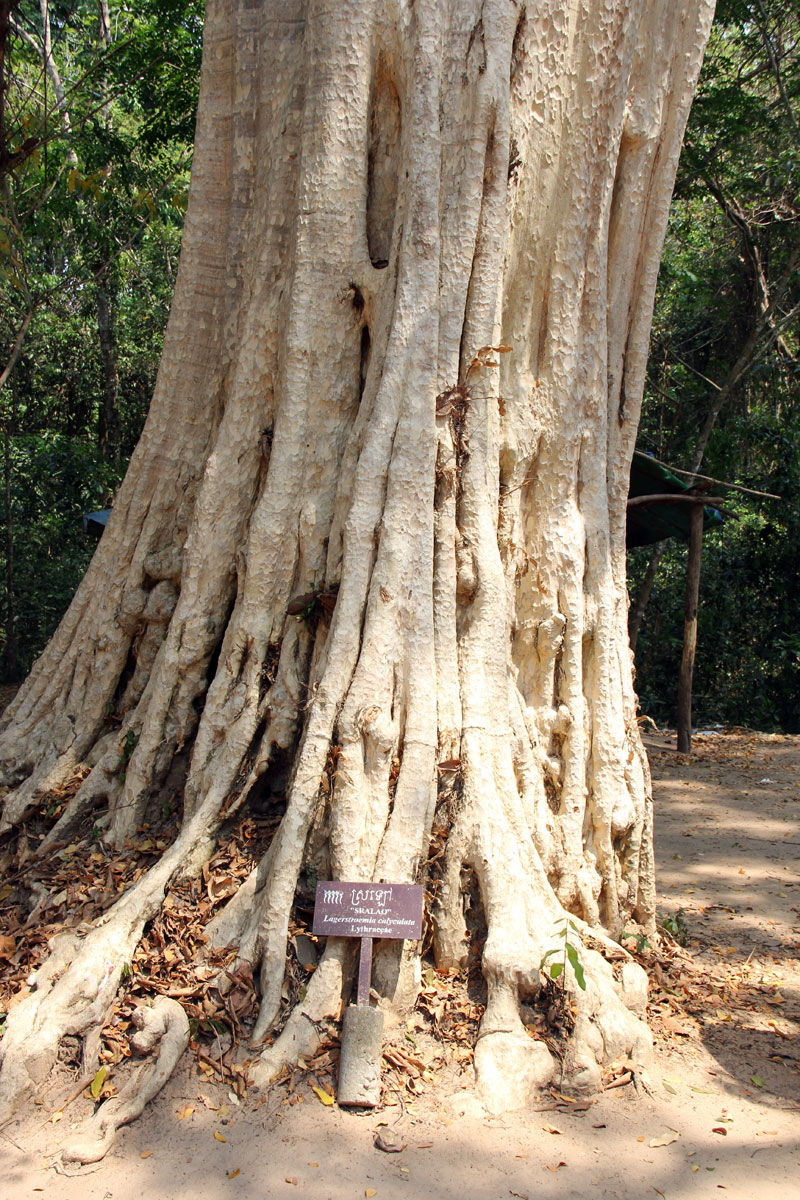
Lagerstroemia calyculata - Angkor
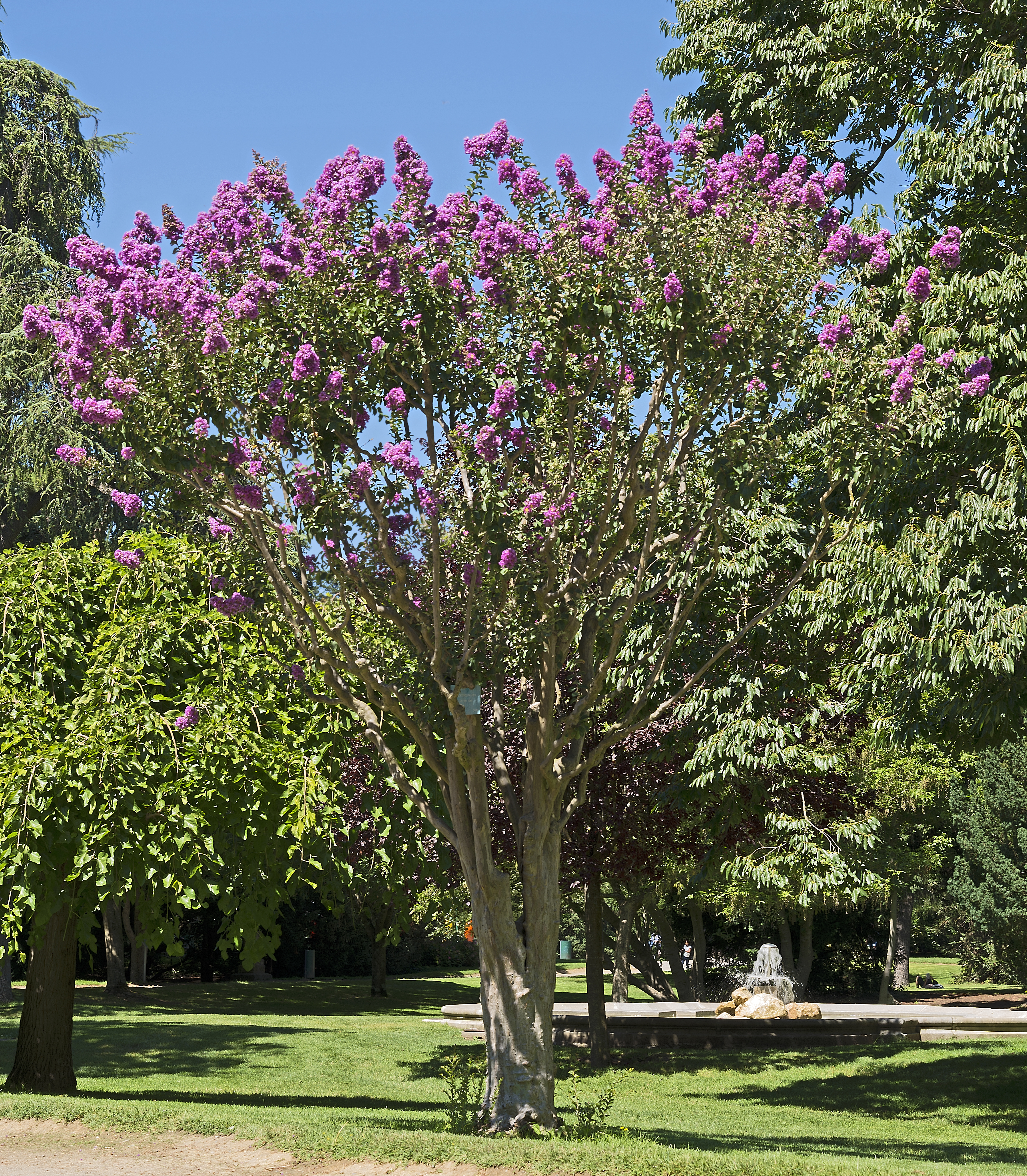
Lagerstroemia indica - Jardin des plantes de Toulouse
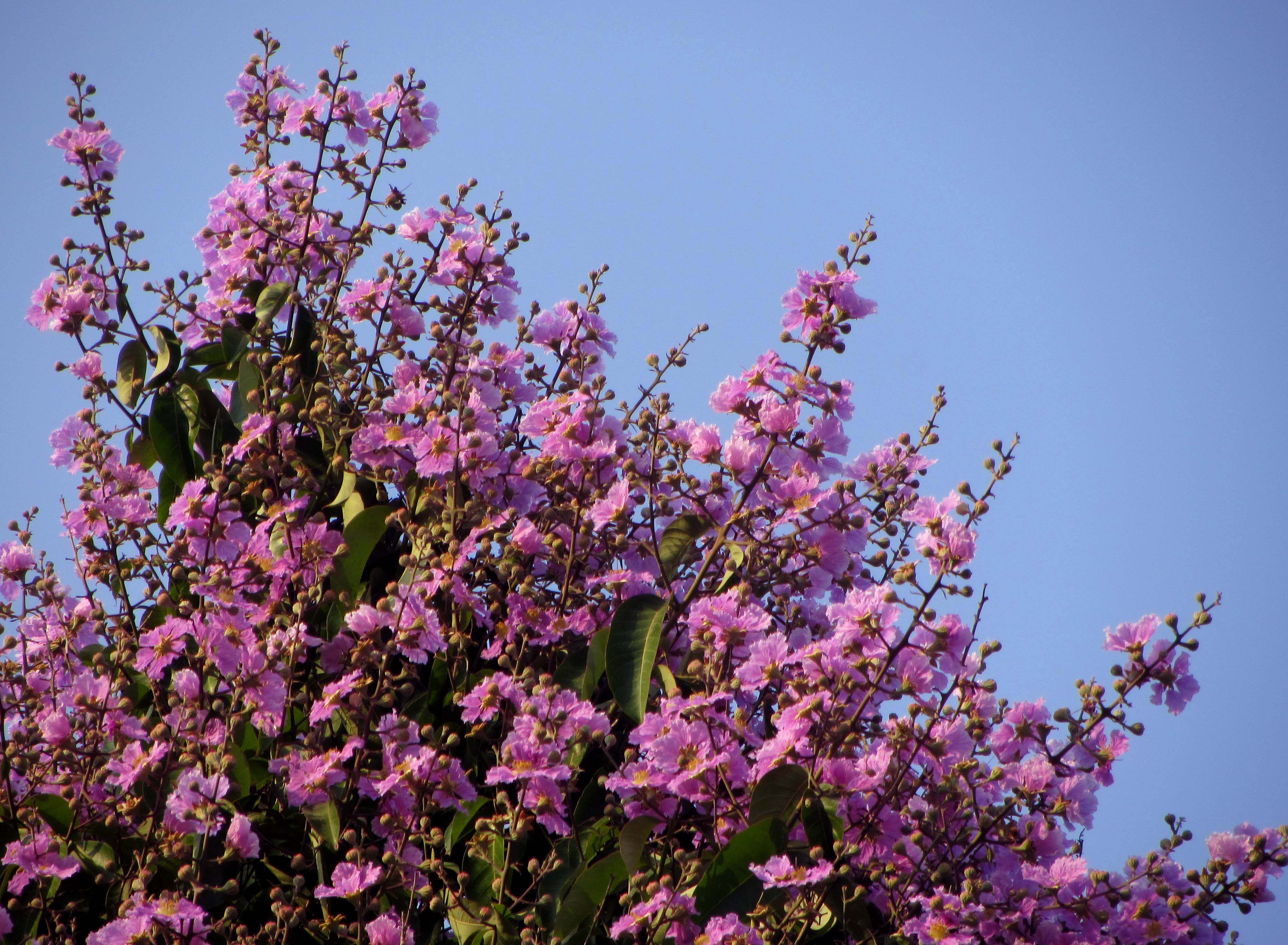
Lagerstroemia speciosa

## Utilisation
- Lagerstroemia angustifolia, le bang-lang fournit un bois qui remplace celui du noyer pour les crosses de fusil et les hélices d'avions anciens.

- Lagerstroemia indica, le lilas d'été, est planté dans le midi de la France pour ses nombreuses fleurs lilacées.

- Lagerstroemia speciosa est la plus ornementale de ses espèces, avec de grandes et belles fleurs[3].

## En France
La présence du Lagerstroemia a longtemps été réduite au Sud-Ouest. Deux familles de pépiniéristes, les Desmartis à Bergerac et les Pouzergues à Cahors se sont intéressées à cette plante et ont assuré son développement.

## Sources
1. ↑  Adans., Fam. 2: 401. Jul-Aug 1763.
2. ↑  Kuntze, Rev. Gen. 1: 249. 5 novembre 1891.
3. ↑  Encyclopédie Larousse du XXe siècle, Paris, 1932
4. ↑  Émilie Delpeyrat, Lagerstroemia, une succes-story bergeracoise, Le Mag no 127, supplément à Sud Ouest du 6 septembre 2014.
5. ↑  « LAGERSTROEMIA », sur monsite.com (consulté le 3 septembre 2020).